# 49-й отдельный сапёрный батальон
49-й отдельный сапёрный батальон  — воинская часть Вооружённых Сил СССР во время Великой Отечественной войны. Существовало два формирования батальона под одним и тем же номером

## 49-й отдельный сапёрный батальон 5-го стрелкового корпуса
В составе 5-го стрелкового корпуса принимал участие в Зимней войне.
На 22 июня 1941 года дислоцировался в деревне Страбля близ Бельска .
В составе действующей армии с 22 июня 1941 года по 6 июля 1942 года.
С 22 июня по конец июня 1941 года действовал в Белоруссии близ Замбрува в составе 5-го стрелкового корпуса. В конце июня 1941 года уничтожен в окружении под Белостоком.
6 июля 1941 года расформирован.

### Подчинение
| Подчинение по месяцам | Подчинение по месяцам | Подчинение по месяцам | Подчинение по месяцам | Подчинение по месяцам |
| Дата                  | Фронт (округ)         | Армия                 | Корпус (группа)       | Примечания            |
| --------------------- | --------------------- | --------------------- | --------------------- | --------------------- |
| 22 июня 1941 года     | Западный фронт        | 10-я армия            | 5-й стрелковый корпус | -                     |
| 01 июля 1941 года     | Западный фронт        |                       | 5-й стрелковый корпус | -                     |

## 49-й отдельный сапёрный батальон Донского фронта
Сформирован в конце 1942 года.
В составе действующей армии с 26 ноября 1942 года по 31 декабря 1942 года. В течение месяца действовал в составе Донского фронта, 1 января 1943 года расформирован.

## Другие инженерные и сапёрные подразделения с тем же номером
- 49-й гвардейский отдельный сапёрный батальон
- 49-й отдельный моторизованный инженерный батальон
- 49-й отдельный инженерно-сапёрный батальон
- 49-й отдельный штурмовой инженерно-сапёрный батальон